# Funky Dory
Funky Dory é o álbum de estreia da cantora pop britânica Rachel Stevens, lançado no Reino Unido em 29 de Setembro de 2003, no Brasil em 9 de março de 2004 e nos Estados Unidos 26 de Junho de 2007. O álbum foi relançado em 16 de julho de 2004 com duas novas faixas adicionadas.

## Informações
Funky Dory é o primeiro álbum em estúdio da cantora pop britânica Rachel Stevens, lançado no Reino Unido em 29 de Setembro. O álbum foi a libertação da cantora da imagem de ex-S Club, excursionando por uma sonoridade pop e investindo nos elementos de folk e toques de violão com arranjos mixados.
O álbum foi, em grande parte produzida por Bloodshy & Avant, também recebendo contribuições de David Eriksen, Richard X, Martin Harrington, Ben Chapman, Yak Bondy, Steve Lipson, Michael Peden, Bag, Arnthor, B Rich, Brio Taliaferro, Wild Oscar, Jeremy Wheatley, Pete Hoffmann.

## Alinhamento de faixas

### Lançamento original
| N.º | Título                                           | Compositor(es)                                                 | Produtor(es)                | Duração |  |
| 1.  | "Sweet Dreams My L.A. Ex"                        | Cathy Dennis Henrik Jonback Christian Karlsson Pontus Winnberg | Bloodshy & Avant            | 3:28    |  |
| 2.  | "Funky Dory"                                     | David Bowie Gary Clark Martin Brammer                          | David Eriksen Martin Sjølie | 3:12    |  |
| 3.  | "Fools"                                          | Anders Bagge Arnthor Birgisson Karen Poole                     | BAG & Arnthor               | 3:13    |  |
| 4.  | "Breathe In Breathe Out"                         | Daniel Thørnqvist Rikard Lögfgren                              | Stephen Lipson              | 3:14    |  |
| 5.  | "Glide"                                          | Dennis Karlsson Jonback Winnberg                               | Bloodshy & Avant            | 3:38    |  |
| 6.  | "Heaven Has to Wait"                             | Bagge Birgisson Dennis                                         | Bloodshy & Avant            | 4:10    |  |
| 7.  | "Blue Afternoon"                                 | Henrik Korpi Mathias Johansson Yak Bondy                       | Bondy                       | 4:14    |  |
| 8.  | "I Got the Money"                                | Ben Chapman Lucie Silvas Martin Harrington                     | Chapman Harrington          | 4:05    |  |
| 9.  | "Little Secret"                                  | Dennis Guy Chambers                                            | Eriksen                     | 3:28    |  |
| 10. | "Solid"                                          | Børge Petersen-Øverleir Eriksen Lisa Greene                    | Eriksen Sjölie              | 3:47    |  |
| 11. | "Silk"                                           | Silvas Michael Peden Tom Nicholls                              | Peden                       | 3:36    |  |
| 12. | "Sweet Dreams My L.A. Ex" (Bimbo Jones Club Mix) | Dennis Jonback Karlsson Winnberg                               | Bimbo Jones                 | 6:46    |  |

### Relançamento
| N.º | Título                                  | Compositor(es)                                                 | Produtor(es)                | Duração |  |
| 1.  | "Some Girls"                            | Hannah Robinson Richard X                                      | Richard X Pete Hofmann      | 3:34    |  |
| 2.  | "Sweet Dreams My L.A. Ex"               | Cathy Dennis Henrik Jonback Christian Karlsson Pontus Winnberg | Bloodshy & Avant            | 3:28    |  |
| 3.  | "Funky Dory"                            | David Bowie Gary Clark Martin Brammer                          | David Eriksen Martin Sjølie | 3:12    |  |
| 4.  | "Fools"                                 | Anders Bagge Arnthor Birgisson Karen Poole                     | BAG & Arnthor               | 3:13    |  |
| 5.  | "Breathe In Breathe Out"                | Daniel Thørnqvist Rikard Lögfgren                              | Stephen Lipson              | 3:14    |  |
| 6.  | "Glide"                                 | Dennis Karlsson Jonback Winnberg                               | Bloodshy & Avant            | 3:38    |  |
| 7.  | "Heaven Has to Wait"                    | Bagge Birgisson Dennis                                         | Bloodshy & Avant            | 4:10    |  |
| 8.  | "More, More, More"                      | Gregg Diamond                                                  | Wild Oscar                  | 3:33    |  |
| 9.  | "Blue Afternoon"                        | Henrik Korpi Mathias Johansson Yak Bondy                       | Bondy                       | 4:14    |  |
| 10. | "I Got the Money"                       | Ben Chapman Lucie Silvas Martin Harrington                     | Chapman Harrington          | 4:05    |  |
| 11. | "Little Secret"                         | Dennis Guy Chambers                                            | Eriksen                     | 3:28    |  |
| 12. | "Solid"                                 | Børge Petersen-Øverleir Eriksen Lisa Greene                    | Eriksen Sjölie              | 3:47    |  |
| 13. | "Silk"                                  | Silvas Michael Peden Tom Nicholls                              | Peden                       | 3:36    |  |
| 14. | "Some Girls" (Rhythm Masters Vocal Mix) | Hannah Robinson Richard X                                      | Rhythm Masters              | 6:46    |  |

Créditos de demonstração
- "Funky Dory" contém amostra de "Andy Warhol" (1971), interpretada por David Bowie.[1]

## Desempenho nas tabelas musicais
| Tabela musical (2003)               | Melhor posição |
| ----------------------------------- | -------------- |
| Reino Unido (UK Albums Chart)       | 9              |
| Tabela musical (2004)               | Melhor posição |
| Reino Unido (Official Albums Chart) | 13             |

## Histórico de lançamento
| País                    | Data                   | Formato(s)          | Gravadora | Catálogo | Ref. |
| ----------------------- | ---------------------- | ------------------- | --------- | -------- | ---- |
| Reino Unido             | 29 de setembro de 2003 | CD download digital | Polydor   |          |      |
| Brasil                  | 9 de março de 2004     | CD download digital | Polydor   |          |      |
| Hong Kong               | 9 de março de 2004     | CD download digital | Polydor   |          |      |
| Canadá                  | 16 de março de 2004    | CD download digital | Polydor   |          |      |
| Reino Unido (Relançado) | 16 de julho de 2004    | CD download digital | Polydor   |          |      |
| Estados Unidos          | 26 de junho de 2007    | CD download digital | Polydor   | 33R41-9  |      |